# Bethylonymidae
Bethylonymoidea
Super-famille
Famille
Les Bethylonymoidea forment une super-famille fossile d'hyménoptères. Elle ne contient qu'une seule famille, les Bethylonymidae.

## Datation
Leurs fossiles ont été trouvés figés dans de l'ambre datée du Jurassique supérieur jusqu'au Barrémien, soit il y a environ entre 163 et 125 Ma (millions d'années).

## Description
Ils présentent les premières évolutions de la constriction entre le thorax et l'abdomen : la « taille de guêpe ».

## Taxonomie
Les Bethylonymoidea ne comprennent que la famille des Bethylonymidae qui elle-même regroupe les espèces suivantes :
- †Arthrogaster :
  - †Arthrogaster seticornis
- †Bethylonymellus
  - †Bethylonymellus bethyloides
  - †Bethylonymellus cervicalis
  - †Bethylonymellus feltoni
- †Bethylonymus
  - †Bethylonymus curtipes
- †Leptogastrella
  - †Leptogastrella leptogastra